# Храм Фавна
Храм Фавна (лат. Aedes Fauni) ― ныне утраченное древнеримское культовое сооружение, посвящённое лесному богу Фавну.
Храм стоял на западной оконечности острова Тиберина и был посвящён Фавну, древнему латинскому богу, которого чтили как защитника скота и полей. Сооружение было построено по заказу эдилов-плебеев Гнея Домиция Агенобарба и Скрибонием Либо. Они финансировали строительство из денежных средств, полученных от штрафов, наложенных на трёх земледельцев, чьи стада паслись на государственной земле за плату: трое были привлечены к наказанию за мошенничество. Храм был основан 13 февраля 194 года до н. э., за два дня до начала праздника луперкалии, где римляне чествовали также и Фавна. Неизвестно, почему этот храм был построен именно на острове Тиберина, принимая во внимание то обстоятельство, что его самая знаменитая статуя храма была обнаружена в пещере Луперкаль недалеко от Палатинского холма.
Живший в I веке до н. э. римский архитектор Витрувий описывает храм Фавна как простиль с крыльцом в гексастиле: «Простиль во всём подобен храму в антах, за исключением того, что напротив ант у него две угловых колонны и что архитрав у него не только на фасаде, как у храма в антах, но также и с правого и левого заворота. Образец простиля — храм Юпитера и Фавна на Тибрском острове». Руины здания так и не были найдены. Неизвестно, какое время после своей постройки он ещё использовался, но если он сохранился до IV века, он должен был быть закрыт во время гонений на язычников.